# Agrius godarti
Agrius godarti är en fjärilsart som beskrevs av Macleay 1827. Agrius godarti ingår i släktet Agrius och familjen svärmare. Inga underarter finns listade i Catalogue of Life.